# Очаково (Москва)
Оча́ково — бывшее село, усадьба, затем рабочий посёлок и (с 1959 года) город к западу от Москвы, вошедший в состав столицы в 1960 году. Ныне часть района «Очаково-Матвеевское» Западного административного округа.

## История
История села (на старинных картах оно обозначалось Ачаково) начинается с XVII века. Деревня Очаково упоминается впервые в писцовой книге 1623. Тогда оно было небольшой деревней на реке Навексе (Навекше), находившейся в Московском уезде в Сетуньском стане. Изначально село Очаково принадлежало боярину князю А. В. Лобанову-Ростовскому.
Затем, после его смерти, село перешло его вдове — Анне Никифоровне, верховой боярыне и мамке царевичей. После её смерти, так как своих детей у неё не было, селом владел её племянник — Яков Иванович Лобанов-Ростовский, участвовавший в Азовском походе Петра I и дослужившийся до чина майора лейб-гвардии Семёновского полка и полковника Казацкого полка. В середине XVIII века Очаковым владели Опочинины, а позднее владельцем усадьбы становится Михаил Степанович Опочинин, президент Берг коллегии в годы правления императрицы Елизаветы Петровны.
Деревянный храм Похвалы Богородицы с приделом святителя Димитрия Ростовского был построен в 1711—1717 гг. Каменный храм во имя Димитрия Ростовского был построен по разным данным в 1757 или в 1761 году. В 1934 году деревянный храм был разрушен, а каменный закрыт. 1970-х годах каменный храм был частично отреставрирован, а в 1992 году вновь освящён.
В 1781 году наследники Опочинина продали село Елизавете Васильевне Херасковой, жене поэта и писателя Михаила Матвеевича Хераскова. Единоутробные братья М. М. Херасков и Н. Н. Трубецкой создали здесь парк, регулярный сад с липовой аллеей и копаный пруд на реке Навершке.
Михаил Матвеевич Херасков поселившись в Очакове, сделал село своеобразным литературно-театральным уголком. В селе подолгу находились многие известные деятели культуры:
- Пётр Иванович Страхов — крупный учёный-физик, театрал и переводчик, с 1805 года ректор Московского университета,
- Ермил Иванович Костров — поэт,
- Михаил Тимофеевич Высотский — гитарист-виртуоз, композитор.

В Очаково был похоронен очень известный в XVIII веке деятель — близкий соратник просветителя Николая Ивановича Новикова — Иван Григорьевич Шварц.
М. М. Херасков скончался в сентябре 1807 года, а через два года умерла его супруга. Так как детей у них не было, Очаково было продано Е. Н. Нарышкиной.
Во время нашествия французов в 1812 году село подверглось разрушению. Однако путеводители за 1917 и 1926 годы отмечают, что в Очаково долгое время сохранялась Кутузовская изба. Здесь 30 августа 1812 года ночевал главнокомандующий русской армией М. И. Кутузов и строил планы сражения с французами под Москвой.
Пётр Петрович Нарышкин, владевший Очаковом в период нашествия на Москву французов, восстановил разрушенное врагом имение и церковь Дмитрия Ростовского, построил на месте господского дома временную, деревянную церковь во имя живоначальной Троицы.
Последним владельцем Очакова был Н. П. Головин (середина XIX века). При нём очаковские крестьяне в 1861 году освободились от крепостной зависимости.

### Дачная местность
В конце XIX века Очаково превращается в дачную местность и начинает бурно расти: в 1870-е годы здесь было уже 89 дворов, а в 1880-е — 97, причём из них было несколько летних дач усадебного типа. Появлению здесь дачников во многом способствовала постройка Московско-Брянской железной дороги и железнодорожной станции сначала Востряково, а затем в Очаково.
Стремительный рост села начинается, когда около станции крестьянин Герасим Хлудов с сыном Дмитрием построили кирпичный завод. В 1901 году на предприятии работало более 100 человек очаковцев и крестьян соседних деревень.
В 1911 году в Очаково — 12 летних дач, церковно-приходская школа и квартира урядника.

### При Советской власти
В 1920—1930-х годах село ещё больше разрастается. В первые годы советской власти на базе имения был организован совхоз, являвшийся одним из крупнейших овощеводческих хозяйств. В 1930-е годы село славилось на всю округу булочной и кооперативным магазином.
В 1932 близ железнодорожной станции Очаково был создан Очаковский кирпичный завод, при котором был свой клуб и кино.
С ноября 1942 г. по декабрь 1943 г. в Очаково происходило сформирование, слаживание и подготовка к выполнению задач по предназначению 1-й отдельной женской добровольной стрелковой бригады Московского военного округа (МВО), а позднее размещалось её управление (штаб) и части.
После войны, с 1947 года, рядом с селом стал строиться промышленный посёлок, где к концу 1950-х годов проживало 20,5 тыс. человек. Дома строили на скорую руку — барачного типа. Большинство жителей посёлка работало на кирпичном заводе.
Крестьянское село в 1950 году вошло в состав колхоза имени Сталина, а с 1959 года — в состав совхоза «Матвеевский».
В 1956 году здесь был пущен в эксплуатацию крупнейший по тем временам в Подмосковье завод железобетонных изделий (ЖБИ).
29 августа 1959 года решением Мособлисполкома № 1058 рабочий посёлок Очаково был преобразован в город областного подчинения, но Президиум Верховного Совета СССР не успел утвердить это решение.
В 1960 году Очаково вошло в черту Москвы, став районом массового жилищного и промышленного строительства.

### Нынешнее положение
Территориально село Очаково располагалось вдоль Очаковского шоссе. В 1984 году в селе, окружённом жилыми корпусами, оставалось ещё 5 крестьянских домов и полуразрушенный храм Дмитрия Ростовского.
В 1990 году снесён последний сельский дом, но храм сохранился, и в нём, с 1992 года, возобновлено богослужение. Кроме церкви о старом Очакове напоминают сохранившиеся пруды и здание станции.
В 1998—2002 годах были снесены сталинские дома в центре бывшего посёлка Очаково.
В 2005 году большая часть территории Очаковского кирпичного завода, расположенная между ул. Лобачевского, Б. Очаковской и Озёрной улицами, была отдана под застройку. По состоянию на июль 2012 года завершена застройка указанной территории жилым комплексом-микрорайоном «Мичурино». Часть микрорайона сдана в эксплуатацию. Производится строительства крытой многоуровневой парковки, школы и детского сада. На ул. Лобачевского начались работы по прокладке подземного перехода.
Планировалась реконструкция и обустройство Большого Очаковского пруда. Весной 2011 года на берегу установлено несколько лавок. Но далее работы не продолжились. По состоянию на апрель 2019 года ведутся работы на территории пруда: укладка плитки, рулонного газона на местах произрастания травы и полевых цветов, прокладка новых плиточных дорожек вместо тропинок, изменение ландшафта и т. д.

## Улицы
- Большая Очаковская улица
- Озёрная улица
- Озёрная площадь
- Улица Елены Колесовой
- Улица Марии Поливановой
- Улица Наташи Ковшовой
- Улица Пржевальского
- Первый Очаковский переулок
- Второй Очаковский переулок
- Третий Очаковский переулок
- Четвёртый Очаковский переулок
- Пятый Очаковский переулок
- Проезд Стройкомбината
- Вокзальная улица
- Очаковское шоссе
- Улица Генерала Дорохова
- Проектируемый проезд № 1980